# تام ویلکینسون
توماس جفری ویلکینسون OBE (به انگلیسی: Thomas Geoffrey Wilkinson؛ ۵ فوریهٔ ۱۹۴۸ – ۳۰ دسامبر ۲۰۲۳) بازیگر انگلیسی بود. وی دو بار برای بازی در فیلم‌های در اتاق خواب (۲۰۰۱) و مایکل کلیتون (۲۰۰۷) نامزد جایزه اسکار شده بود.
از فیلم‌های معروف او می‌توان به مأموریت غیرممکن: پروتکل شبح، هتل بزرگ بوداپست و ساعت شلوغی اشاره کرد.

## زندگی شخصی
ویلکینسون به همراه همسرش، بازیگر دیانا هاردکاسل، در شمال لندن زندگی می‌کرد. آنها دو دختر داشتند، آلیس (متولد ۱۹۸۹) و مولی (متولد ۱۹۹۱).
ویلکینسون در ۳۰ دسامبر ۲۰۲۳ در سن ۷۵سالگی در خانه خود درگذشت.

## گزیدهٔ نقش‌‌آفرینی‌ها
- مرز سایه
- میهن پرست
- شکسپیر عاشق
- اگر می‌شد
- درخشش ابدی یک ذهن پاک
- بتمن آغاز می‌کند
- جان آدامز
- انتخاب
- والکیری
- مأموریت غیرممکن: پروتکل شبح
- نویسنده در سایه
- زنبور سبز
- رنجر تنها
- ساعت شلوغی
- دورویی
- دختری با گوشواره مروارید
- یک زن خوب
- سواری با اهریمن
- تیتان
- جایگاه زیبایی
- عروسی جنی
- زنجیره احمق‌ها
- شوالیه سیاه
- جک‌بوتس در وایتهال
- مولوکای
- مردم خوب
- این زیبای خارق‌العاده
- بچه‌های محله اسکس
- فداکاری
- ریپلی زیر زمین
- بوردن
- پیکادلی جیم

## بخشی از جوایز و افتخارات
- برنده بفتای بهترین بازیگر مکمل مرد برای فیلم آخر همه‌چیز (فیلم) در سال ۱۹۹۷
- کاندیدای بفتای بهترین بازیگر مکمل مرد برای فیلم شکسپیر عاشق در سال ۱۹۹۸
- کاندیدای بفتای بهترین بازیگر نقش اول مرد برای فیلم در اتاق خواب در سال ۲۰۰۱